# Oosthuizen
Oosthuizen est un village de la commune néerlandaise d'Edam-Volendam, situé dans la province de Hollande-Septentrionale.

## Géographie
Le village est situé à 8 km au nord de la ville d'Edam. Le hameau d'Etersheim, à 2 km au nord-est, au bord du Markermeer, en dépend.

## Histoire
Oosthuizen est une commune à part entière de 1812 à 1970, date à laquelle elle est intégrée dans la commune de Zeevang, qui fusionne le 1er janvier 2016 avec Edam-Volendam.

## Démographie
Le 1er janvier 2018, le village compte 3 300 habitants.